# 辻裕
辻 裕（つじ ゆたか、1943年 - ） は、日本の機械工学者。大阪大学名誉教授。元日本混相流学会会長。元日本機械学会副会長。

## 人物・経歴
- 1966年、大阪府立大学工学部航空工学専攻卒業。
- 1968年、大阪府立大学大学院工学研究科航空工学専攻修了。
- 1970年、大阪大学工学部産業機械工学科助手。
- 1974年、大阪大学より工学博士の学位を取得。
- 1976年、ドイツ連邦共和国ゲッティンゲンの航空力学研究所に留学。
- 1977年、大阪大学工学部助教授。
- 1989年、大阪大学工学部教授。
- 2002年、日本機械学会流体工学部門長。
- 2004年、日本機械学会副会長。
- 2007年、日本混相流学会会長、ホソカワ粉体工学振興財団常務理事。固体粒子による乱流変調のレーザー計測などで世界的に著名。趣味は卓球で日本卓球協会スポーツ医・科学委員会委員長や、大阪卓球協会副会長も務めた[1][2][3][4]。

## 著書
- 『空気輸送の基礎』養賢堂 1984年

## 受賞
- 1985年 粉体工学会上滝賞[1]
- 1991年 日本機械学会賞 (論文賞)[1]
- 1999年 アメリカ化学工学会(AIChE) Thomas Baron Award[1]
- 2000年 ホソワ粉体工学振興財団 KONA Award[1]
- 2000年 日本機械学会流体工学部門 フロンティア賞[1]
- 2002年 機器研究会流体科学研究賞[1]
- 2003年 日本機械学会流体工学部門賞[1]
- 2003年 日本粉体工業技術協会技術賞[1]
- 2004年 日本機械学会流体工学部門貢献賞[1]